# Gunung Sampe Niat
Gunung Sampe Niat är en kulle i Indonesien.   Den ligger i provinsen Aceh, i den västra delen av landet, 1 400 km nordväst om huvudstaden Jakarta. Toppen på Gunung Sampe Niat är 253 meter över havet, eller 144 meter över den omgivande terrängen. Bredden vid basen är 5,3 km.
Terrängen runt Gunung Sampe Niat är platt åt sydväst, men åt nordost är den kuperad.Runt Gunung Sampe Niat är det ganska tätbefolkat, med 54 invånare per kvadratkilometer. I omgivningarna runt Gunung Sampe Niat växer i huvudsak städsegrön lövskog.